# Hrabstwo Essex (Nowy Jork)
Essex – hrabstwo (ang. county) w stanie  Nowy Jork w USA. Populacja wynosi 38 851 mieszkańców (stan według spisu z 2000 r.).
Powierzchnia hrabstwa wynosi 4964 km². Gęstość zaludnienia wynosi 8 osób/km².

## Miasta
- Chesterfield
- Crown Point
- Elizabethtown
- Essex
- Jay
- Keene
- Lewis
- Minerva
- Moriah
- Newcomb
- North Elba
- North Hudson
- Schroon
- St. Armand
- Ticonderoga
- Westport
- Willsboro
- Wilmington

## Wioski
- Lake Placid
- Port Henry

## CDP
- Elizabethtown
- Keeseville
- Mineville
- Port Henry
- Schroon Lake
- Ticonderoga
- Westport
- Willsboro
- Wilmington
- Witherbee